# Фриза
Фрѝза (на италиански: Frisa, на местен диалект Frisce, Фришъ) е село и община в Южна Италия, провинция Киети, регион Абруцо. Разположено е на 237 m надморска височина. Населението на общината е 1823 души (към 2010 г.).